# Frankfurter Polo Club
Der Frankfurter Polo Club e.V. ist ein Verein, der den Polo-Sport in Deutschland fördern will. Der Club verfügt in Nied über eine an der Nidda gelegene Anlage mit einem Poloplatz in Turnierabmessungen. Es gibt zudem eine 950 m lange Sandbahn, die um den Poloplatz läuft, einen Reitplatz und Ställe für 70 Poloponys.
Auf dem Gelände des Frankfurter Polo Club e.V. ist eine Poloschule aktiv.

## Geschichte
Der Frankfurter Polo Club wurde 1902 auf Initiative von Carl von Weinberg gegründet und ist somit einer der ältesten Poloclubs in Deutschland.
Den ersten Turnierplatz wurde im Frankfurter Stadtteil Niederrad auf dem Waldfried-Gelände angelegt. Carl von Weinberg betrieb dort auch eine große Pferdezucht. Noch heute zeugt davon in Niederrad die Straße Am Poloplatz. Dort befindet sich auch ein Reitstall namens „Waldfried“. Im August des Jahres 1904 fand das erste offizielle Polo-Turnier in Niederrad statt. 1907 wurde der Frankfurter Polo Club in das Vereinsregister eingetragen.
Bis kurz vor dem Zweiten Weltkrieg war Frankfurt ein Mittelpunkt des Polosports in Deutschland. Funktionäre des Hitler-Regimes beobachteten diesen internationalen Kreis, der über Informationen außerhalb ihres Machtbereiches verfügte, sehr skeptisch und verboten das Polospiel in Frankfurt. Der Verein wurde von Amts wegen am 9. Oktober 1934 aus dem Vereinsregister gelöscht.
Am 11. August 1992 wurde der Frankfurter Polo Club in Frankfurt-Nied neu gegründet.